# 1240年
| 千纪： | 2千纪 |
| 世纪： | 12世纪 \| 13世纪 \| 14世纪                                                                                 |
| 年代： | 1210年代 \| 1220年代 \| 1230年代 \| 1240年代 \| 1250年代 \| 1260年代 \| 1270年代                           |
| 年份： | 1235年 \| 1236年 \| 1237年 \| 1238年 \| 1239年 \| 1240年 \| 1241年 \| 1242年 \| 1243年 \| 1244年 \| 1245年 |
| 纪年： | 庚子年（鼠年）；大理道隆二年；南宋嘉熙四年；越南天應政平九年；日本延應二年，仁治元年                       |

## 大事记
- 蒙古帝國窩闊台次子闊端被委派入侵吐蕃，召請西藏宗教首領之一、藏傳佛教薩斯迦班智達貢噶堅贊來涼州。
- 7月15日——亞歷山大·雅羅斯拉維奇率領的諾夫哥羅德人與當地的拉多加人，於涅瓦河之戰擊潰了入侵的瑞典軍隊，因而得到稱號「涅夫斯基」（意即“涅瓦河的”）。
- 12月6日——蒙古征服基輔羅斯。

## 出生
- 宋度宗趙禥